# アルゴノート (軽巡洋艦)
|          |                                                                                         |
| 艦歴     |                                                                                         |
| 発注     |                                                                                         |
| 起工     | 1939年11月21日                                                                          |
| 進水     | 1941年9月6日                                                                            |
| 就役     | 1942年8月8日                                                                            |
| 退役     | 1946年7月6日                                                                            |
| その後   | 1955年11月19日にスクラップとして廃棄                                                    |
| 除籍     |                                                                                         |
| 性能諸元 |                                                                                         |
| 排水量   | 基準 5,600トン 満載 6,850トン                                                           |
| 全長     | 512 ft (156 m)                                                                          |
| 全幅     | 50.5 ft (15.4 m)                                                                        |
| 吃水     | 14 ft (4.3 m)                                                                           |
| 機関     | パーソンズ型ギアードタービン、 4軸推進、62,000 shp(46MW)                                |
| 最大速   | 32.25ノット (60 km/h)                                                                   |
| 乗員     | 480名                                                                                   |
| 兵装     | 5.25インチ連装砲 4基 20mm単装機関砲 4門 4連装ポムポム砲 2基 3連装21インチ魚雷発射管 2基 |

アルゴノート (HMS Argonaut, 61) はイギリス海軍の軽巡洋艦。ダイドー級。

## 艦歴
1939年11月21日起工。1941年9月6日進水。1942年8月8日竣工。
1942年10月、ムルマンスクへの医療部隊輸送に従事。

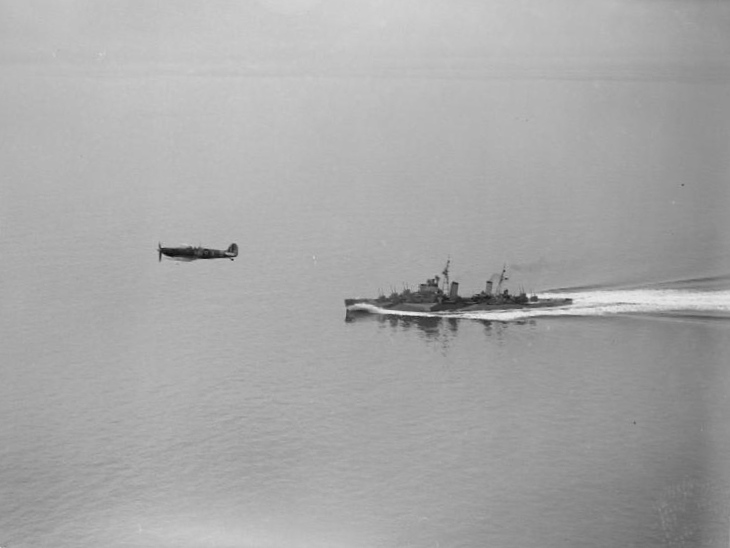
スピットファイアに護衛され航行する「アルゴノート」

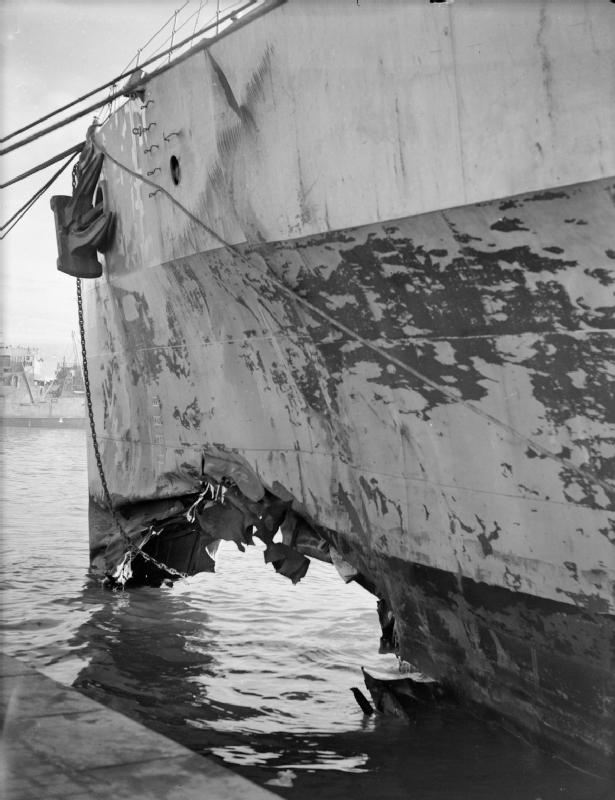
艦首を破損してドック入りした「アルゴノート」

次いで地中海へ移動。1942年12月2日、「アルゴノート」と軽巡洋艦「オーロラ」（旗艦）、「シリアス」、駆逐艦「キベロン」、「クエンティン」からなるQ部隊はシチリア海峡でイタリア船団を攻撃した。イタリア船団は4隻の船からなっていたが、Q部隊は4隻とも沈め、さらに護衛部隊の駆逐艦「フォルゴーレ」も沈めた。12月14日、イタリア潜水艦「ラッツァロ・モチェニーゴ」の攻撃を受け、2本の魚雷が命中。ジブラルタルでの応急修理後アメリカへ向かい、フィラデルフィア海軍工廠で修理を受けた。
1944年、「アルゴノート」はノルマンディー上陸作戦とドラグーン作戦に参加し、それからエーゲ海で活動した。
1944年末になると、「アルゴノート」はインド洋へ移った。そこで、アルゴノートはロブソン作戦、レンティル作戦、メリディアン作戦に参加し、スマトラ島空襲を行う空母を護衛した。1945年には沖縄戦にも参加した。
1946年にイギリスに戻って予備役となり、1955年にスクラップとして売却された。

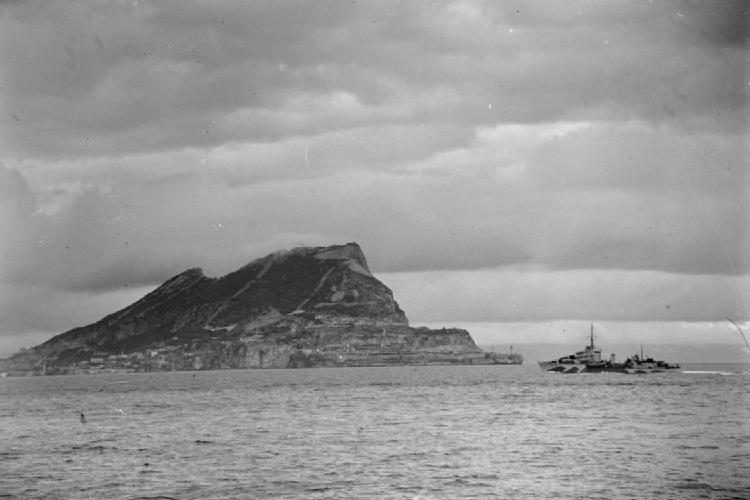
ジブラルタルに接近する「アルゴノート」